# Ichneumon anticus
Ichneumon anticus là một loài tò vò trong họ Ichneumonidae.